# Montaigut
Montaigut – miejscowość i gmina we Francji, w regionie Owernia-Rodan-Alpy, w departamencie Puy-de-Dôme.
Według danych na rok 1990 gminę zamieszkiwało 1235 osób, a gęstość zaludnienia wynosiła 151 osób/km² (wśród 1310 gmin Owernii Montaigut plasuje się na 174. miejscu pod względem liczby ludności, natomiast pod względem powierzchni na miejscu 886.).